# Petrus Blidberg
Petrus Blidberg, född 30 november 1682, död 12 juni 1724 i Bottnaryds församling, Skaraborgs län, var en svensk präst. 

## Biografi
Petrus Blidberg föddes 1682. Han var son till kyrkoherden Lars Blidberg i Blidsbergs församling. Blidberg blev 1702 student vid Uppsala universitet och prästvigdes 1706 till pastorsadjunkt i Åsarps församling. Han blev 1709 nådårspredikant i Bottnaryds församling. Blidberg kallades att bli kyrkoherde i sin nuvarande församling, men den avslogs av konsistoriet, på grund av att han var för ung. Han blev 1710 kyrkoherde i Bottnaryds församling och var respondesn vid prästmötet 1712, predikant vid prästmötet 1720 och riksdagsman vid riksdagen 1719. Blidberg avled 1724 i Bottnaryds församling.

### Familj
Blidberg gifte sig 1709 med Catrina Timell, dotter till regementsskrivaren Carl Timell. Hon var änka efter komministern Lars Lagergren i Hössna församling. Timell och Blidberg fick tillsammans barnen Brita Blidberg (1709–1798) som var gift med organisten Wallin i Bottnaryds församling, justitieborgmästaren Nils Blidberg i Karlskrona, Christina Blidberg (född 1713) som var gift med komministern Jakob Rythén i Bottnaryds församling, kyrkoherden Peter Blidberg i Bottnaryds församling, Catrina Blidberg (1717–1805) som var gift med rådmannen Paul Bock i Jönköping och Maria Blidberg som var gift med ryttmästaren Bruce. Efter Blidberg gifte Catriina Timell om sig med kyrkoherden Peter Fagersten i Bottnaryds församling.